# Sanguisorba pseudo-officinalis
Sanguisorba pseudo-officinalis är en rosväxtart som beskrevs av Naohiro Naruhashi. Sanguisorba pseudo-officinalis ingår i släktet storpimpineller, och familjen rosväxter. Inga underarter finns listade i Catalogue of Life.